# Pedro Benítez Leal
Pedro Benítez Leal (Linares, Nuevo León; 1 de junio de 1861 - Monterrey, Nuevo León; 14 de septiembre de 1945) fue un abogado y político mexicano que ocupó la gubernatura del estado de Nuevo León de manera interina, durante una de las ausencias del general y gobernador del Estado, Bernardo Reyes.

## Biografía
Nació en Linares, Nuevo León, el 1 de junio de 1861, siendo hijo del gobernador de Nuevo León Jesús María Benítez y Pinillos y de doña Felipa Leal. Hacia 1874 se trasladó a la Ciudad de México para realizar sus estudios profesionales; se tituló de abogado y en 1887 regresó a tierras neoleonesas.
Ese año fue elegido diputado federal, cargo en el que se perpetuó hasta 1911. Como diputado, entre 1892 y 1895 formó parte de la comisión encargada de precisar los límites entre Nuevo León y Coahuila.
Del 23 de enero de 1900 al 29 de diciembre de 1902, Pedro Benítez Leal se encargó interinamente del gobierno de la entidad, en virtud de que al general Bernardo Reyes se le concedió una licencia para separarse de la gubernatura y ocupar el Ministerio de Guerra y Marina.
Durante su mandato, el licenciado Benítez Leal se concretó a continuar con —o, en su caso, terminar— aquellas iniciativas u obras que el reyismo había promovido.
Al triunfo de la Revolución se retiró de la vida pública y se dedicó a ejercer su profesión. El licenciado Pedro Benítez Leal, quien se desempeñó también como director del Colegio Civil durante casi una década, murió en Monterrey el 14 de septiembre de 1945.
Fue tío del también gobernador del Estado José Benítez.